# Grigol Tsereteli
Grigol Tsereteli (en géorgien გრიგოლ წერეთელი ; né le 24 mars 1870 à Saint-Pétersbourg, Empire russe, et mort en 1938 à Tbilissi, République socialiste soviétique de Géorgie) est un philologue géorgien. Il est l'un des fondateurs de la papyrologie et de l'école géorgienne de philologie classique.

## Biographie
Il naît en 1870 d'un père avocat d'origine noble. De 1888 à 1893, il étudie la philologie classique à l'Université impériale de Saint-Pétersbourg. Son mémoire porte sur l'« Histoire de la sténographie grecque ».
Il devient ensuite maître de conférences à l'Institut d'Archéologie de Saint-Pétersbourg. Il obtient en 1897 un poste de professeur assistant à l'Université Frédéric-Guillaume de Berlin et participe à l'émergence de la papyrologie. Il revient à Saint-Pétersbourg en 1902 et est promu en 1905 docteur ès lettres en philologie ancienne. La même année, il prend la direction du département de philologie classique à l'Université de Tartu en Estonie), où il obtient un doctorat ès sciences.
En 1914, Tsereteli prend la direction du département de philologie classique de l'Université impériale de Pétrograd (ex-Saint-Pétersbourg) et devient en 1917 membre correspondant de l'Académie russe des sciences. En 1918, il est professeur à l'Université Frédéric-Guillaume de Berlin. Il est cependant appelé à prendre la direction du département de philologie classique à la nouvelle Université d'État de Tbilissi, où il occupe également la fonction de directeur de la bibliothèque universitaire. Il obtient en 1935 le titre de « scientifique géorgien distingué ».
Il devient dès 1919 membre de la Société allemande de Papyrologie et à partir de 1927 membre de l'Institut archéologique allemand. Il publie plus de 90 travaux en russe et en allemand, dont dix monographies, en papyrologie, philologie classique et histoire de la littérature grecque ancienne.
Au cours des Grandes Purges que connaît l'URSS sous Staline, il est arrêté en 1937 par le NKVD. Il meurt en prison en 1938 et est inhumé au Panthéon sur le Mont Mtatsminda à Tbilissi. La bibliothèque universitaire de l'Université d'État de Tbilissi porte aujourd'hui son nom.

## Œuvres
- Documents grecs de Berlin, III, 5, Berlin, 1900, et IV, 2, Berlin, 1904
- Papyrus des collections russes et géorgiennes, cinq tomes, Tbilissi, 1925-1935 (réédition : Amsterdam 1966-1967)
- Le Codex de Korideti et ses commentaires grecs, Tbilisi, 1937